# Four Freedoms Memorial

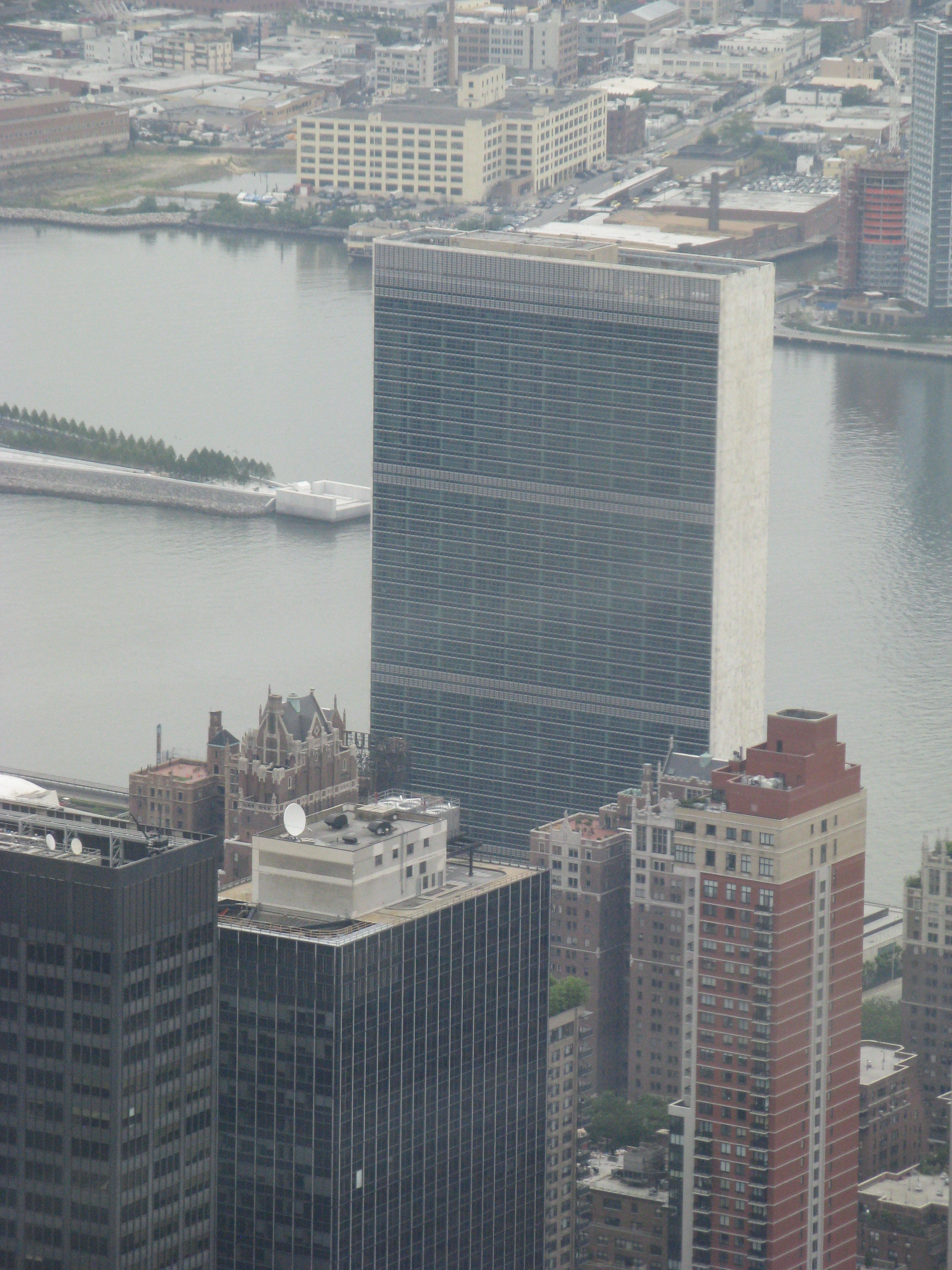
Links die Südspitze von Roosevelt Island mit dem Franklin D. Roosevelt Four Freedoms Park Ende Mai 2012

Das Four Freedoms Memorial wurde in den Jahren 1973 und 1974 von dem US-amerikanischen Architekten Louis I. Kahn für die südliche Landspitze von Roosevelt Island (New York City) als Teil eines Gedenkparks entworfen (Franklin D. Roosevelt Four Freedoms Park). Es sollte der vier Freiheiten (Four Freedoms) gedenken, die Präsident Franklin D. Roosevelt in seiner Rede zur Lage der Nation im Jahr 1941 die Grundlagen einer dauerhaften demokratischen Ordnung nannte. Roosevelts Rede war wegweisend und hat unter anderem die Gründung der Vereinten Nationen und die Konzeption der UN-Menschenrechtscharta beeinflusst.
Durch den Tod des Architekten und die Berufung des damaligen Gouverneurs von New York, Nelson A. Rockefeller, eines der wichtigsten Unterstützer des Projekts, in das Amt des US-Vizepräsidenten blieb das Bauprojekt unvollendet. Erst im Jahre 2010 wurde es wieder aufgegriffen und nach den Plänen Kahns realisiert. Am 24. Oktober 2012 wurde der Park für die Öffentlichkeit geöffnet.